# 三合街道 (三都县)
三合街道，是中华人民共和国贵州省黔南布依族苗族自治州三都水族自治县下辖的一个街道办事处。
2014年8月7日，贵州省人民政府批复同意三都水族自治县乡镇行政区划调整，新设置的三合街道辖原三合镇、拉揽乡和原水龙乡祥寨村、伟寨村，街道办事处驻尧人山社区。

## 行政区划
三合街道下辖以下地区：
四社区、一社区、二社区、三社区、三合村、中街村、交杠村、三郎村、晨光村、猴场村、巫塘村、中纳村、牛场村、龙台村、姑挂村、中乐村、夭寨村、顺河村、行偿村、苗龙村、下排正村、上排正村、落椿村、排招村、排偷村、巫孟村、拉揽村、排烧村、高寨村、来楼村、懂术村、祥寨村、伟寨村和拉揽乡。

## 中国传统村落
2012年，排烧村被评为首批“中国传统村落”。